# Белополье
Белопо́лье (укр. Білопілля) — город в Сумской области Украины. В городе находится железнодорожная станция. Входит в Сумский район. До 2020 года являлся административным центром упразднённого Белопольского района, в котором составлял Белопольский городской совет (включавший также сёла Коваленки, Соханы и посёлок Перемога).

## Географическое положение
Город Белополье находится на реке Вир, в месте впадения в неё реки Крыга. Ниже по течению примыкает к городу Ворожба.
На расстоянии до 2-х км расположены сёла Гирино, Коваленки, Омельченки, Вороновка, Янченки и Цимбаловка.
Через город проходят автомобильные дороги Т-1908, Т-1917 и Т-1918.
Железнодорожная станция Белополье.

## Население

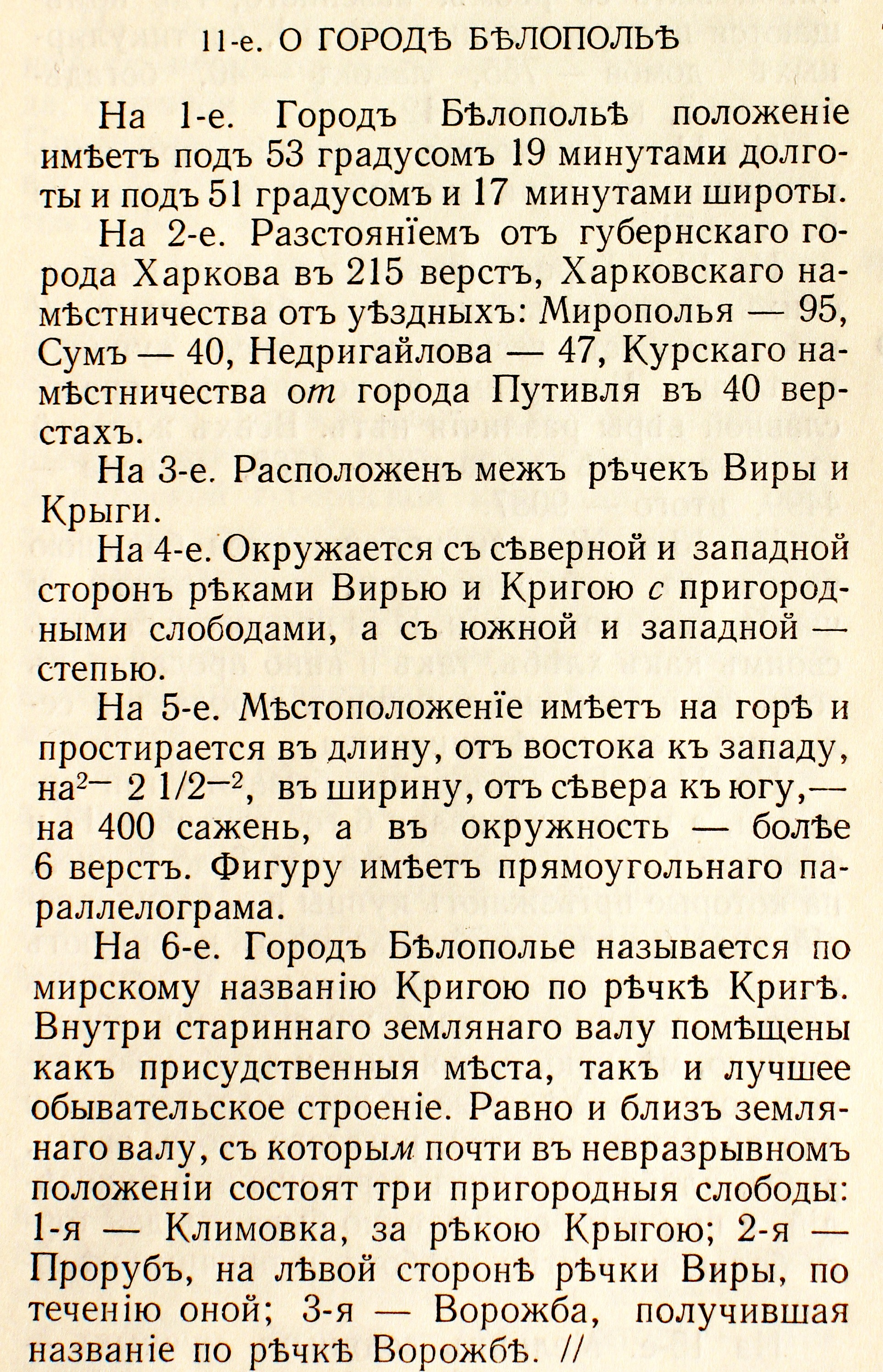
Уездный город Белополье. Описание Харьковского наместничества 1785 года

- На 1785 год — 9087 человек (4588 мужеска и 4499 женска полу)[5].
- На 1880 год — 12 256 жителей[6].
- На 1969 год — 17,6 тыс. человек[7].
- На 1989 год — 19 746 человек[8].
- На 2001 год — 18 213 человек[9].
- На 2009 год — 17 233 человека.
- На 1 января 2013 года — 16 731[10].
- На 1 января 2016 года — 16 466[11].
- На 2022 год — 15 600 человек[12].
- На 2024 год — 6000 жителей[2].

### Языковой состав
Родной язык населения по данным переписи 2001 года:
| Язык       | Численность, чел. | Доля     |
| ---------- | ----------------- | -------- |
| Украинский | 16 988            | 93,27 %  |
| Русский    | 1 016             | 5,58 %   |
| Другое     | 209               | 1,15 %   |
| Итого      | 18 213            | 100,00 % |

## История

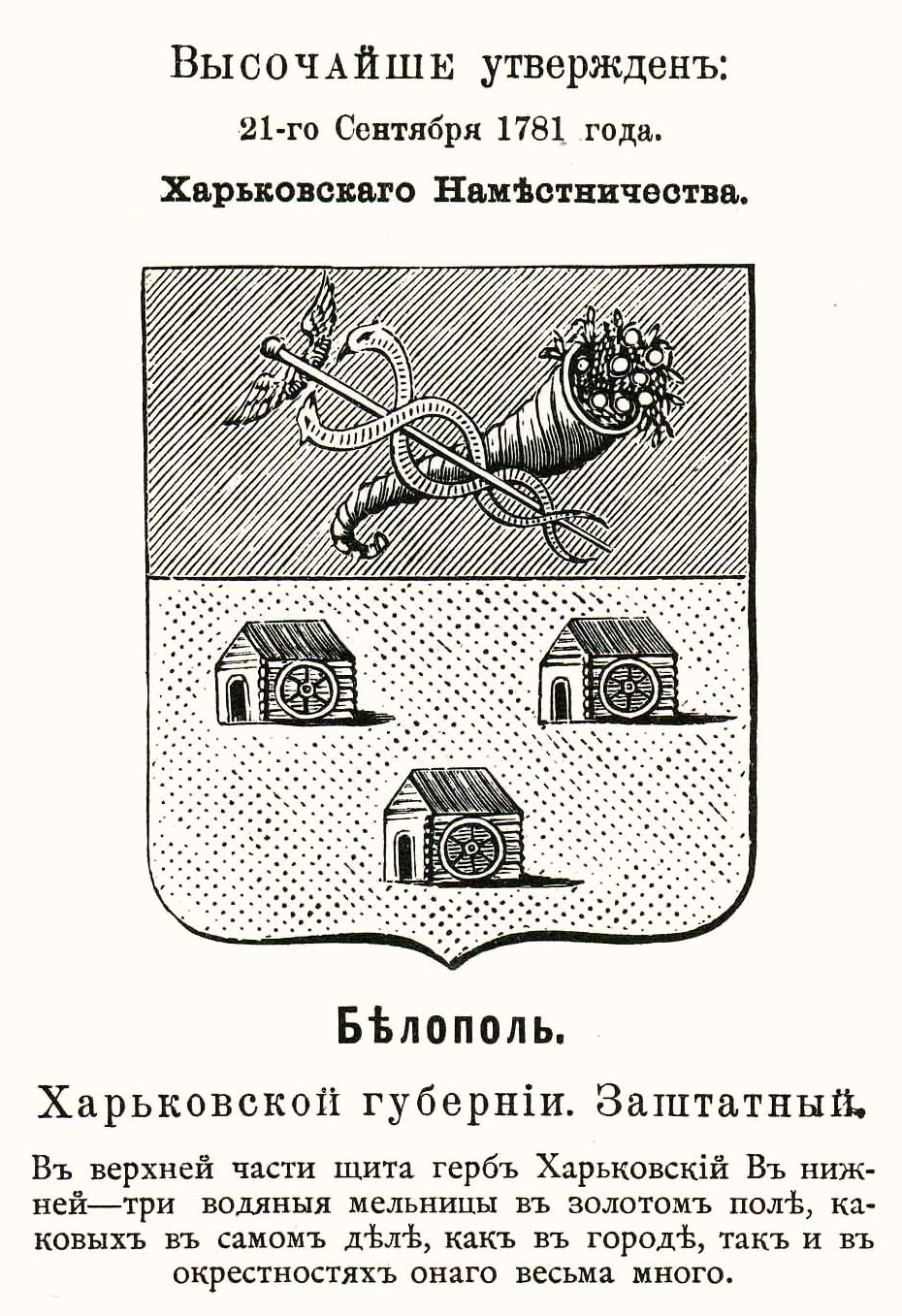
Герб города с официальным описанием. 1781

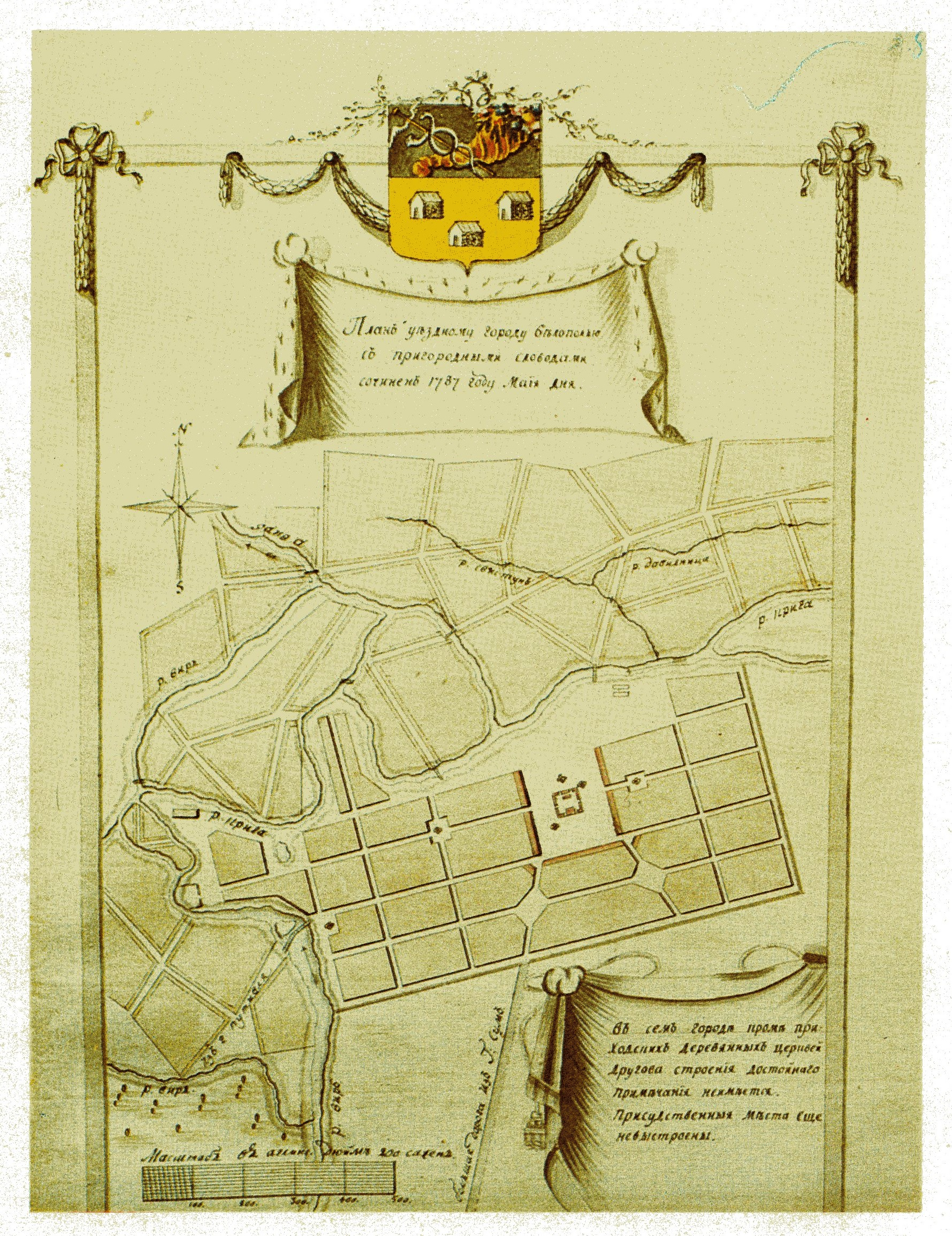
План уездному городу Белополье 1787 года

Территория современного Белополья была заселена ещё в II—VI века, о чём свидетельствует обнаруженное поселение черняховской культуры.
Во времена Киевской Руси возник укреплённый город Вырь, который играл роль форпоста в борьбе с кочевниками. Впервые Вырь упоминается в «Поучении» Владимира Мономаха под 1096 годом, но события, которые там отражены, касаются 1113 года.
В 1239 году город опустошили и сожгли монголо-татары. В 1672 году переселенцы из местечка Белополье основали на Вирском городище одноимённое поселение. Под названием Крыга оно упоминается в летописи Самовидца под 1687 годом.
Заняв водораздел Днепра и Дона, слобожанские казаки преградили крымским татарам пути в Центральную Россию: слобода Рубежная (основана в 1652-1660), города Савинцы (1671), Белополье (1672), Волчанск (1674) и Коломак (1680) встали прямо на татарских тропах. С самого начала заселения Слобожанщины переселенцы вели борьбу с кочевыми татарами, которые часто совершали набеги на села и хутора, убивали и уводили в рабство людей, отбирали скот и имущество.
Основателем Белополья по царскому указу был воевода Григорий Ромодановский. Белополье было сотенным городком Сумского казачьего полка. Оно состояло из местечка с 9 башнями и острога с 13 башнями. В 1678 году здесь насчитывалось 53 российских служилых людей и 1202 казаков. В 1681 году к Белополью приписали три села: Крыгу (в посаде), Ворожбу (за 2 версты от города) и Павловку (за 5 вёрст от города). Город в значительной степени заселялся беженцами с земель, находившихся под властью Речи Посполитой.
В 1683 году Белопольская земля была отделена от Путивльского уезда, а путивльцев, проживавших в приписанных к Белополье сёлах, выселили на реку Снагость.
В 1696 году в Белополье и соседних селах состоялось выступление казаков, которых путивльские помещики включили в число своих крестьян. Выступления закончились лишь после того, как белопольские поселенцы получили подтверждение своего казацкого сословия.
Почти 100 лет своей истории Белополье развивалось в условиях сочетания военной сторожевой службы с земледелием и промыслами. Здесь ежегодно проходили 4 ярмарки, на какие товары доставлялись из Путивля, Курска, Воронежа, Белгорода, Тулы, Сум, Полтавы. После отмены полкового уклада в 1765 году Белополье становится центром Белопольского комиссарства Сумской провинции Слободской губернии.
В 1780 году Белополье стало уездным центром Харьковского наместничества, в 1791 году - заштатным городом Сумского уезда Харьковской губернии.
8 октября 1941 года был оккупирован наступавшими немецкими войсками
3 сентября 1943 года освобождён советскими войсками Центрального фронта в ходе Черниговско-Припятской наступательной операции 13 июля - 29 августа 1944 года: 60-й армии – 141-й сд (полковник Рассадников, Семён Сергеевич) 30-го ск (генерал-майор Лазько, Григорий Семёнович).
Белопольская телебашня была открыта в 1968 году. В 1970 году здесь действовали машиностроительный завод, сыродельный завод, консервный завод, мебельная фабрика.
В 1978 году здесь действовали машиностроительный завод, ремонтно-механический завод, сыродельный завод, хлебный завод, кирпичный завод, мебельная фабрика, пищекомбинат, десять общеобразовательных школ, музыкальная школа, спортивная школа, железнодорожное профессионально-техническое училище, четыре лечебных учреждения, Дом культуры, три клуба, кинотеатр, шесть библиотек и музей А. С. Макаренко.
В мае 1995 года Кабинет министров Украины утвердил решение о приватизации находившихся здесь райсельхозтехники и райсельхозхимии, в июле 1995 года было утверждено решение о приватизации ПМК № 3.

## Экономика
- Белопольский машиностроительный завод
- Белопольский межхозяйственный комбикормовый завод «Птицепром»
- Отделение «Сумыгаз».

## Объекты социальной сферы
- Детский сад.
- Школы.
- Школа-интернат.
- Центральная районная больница.

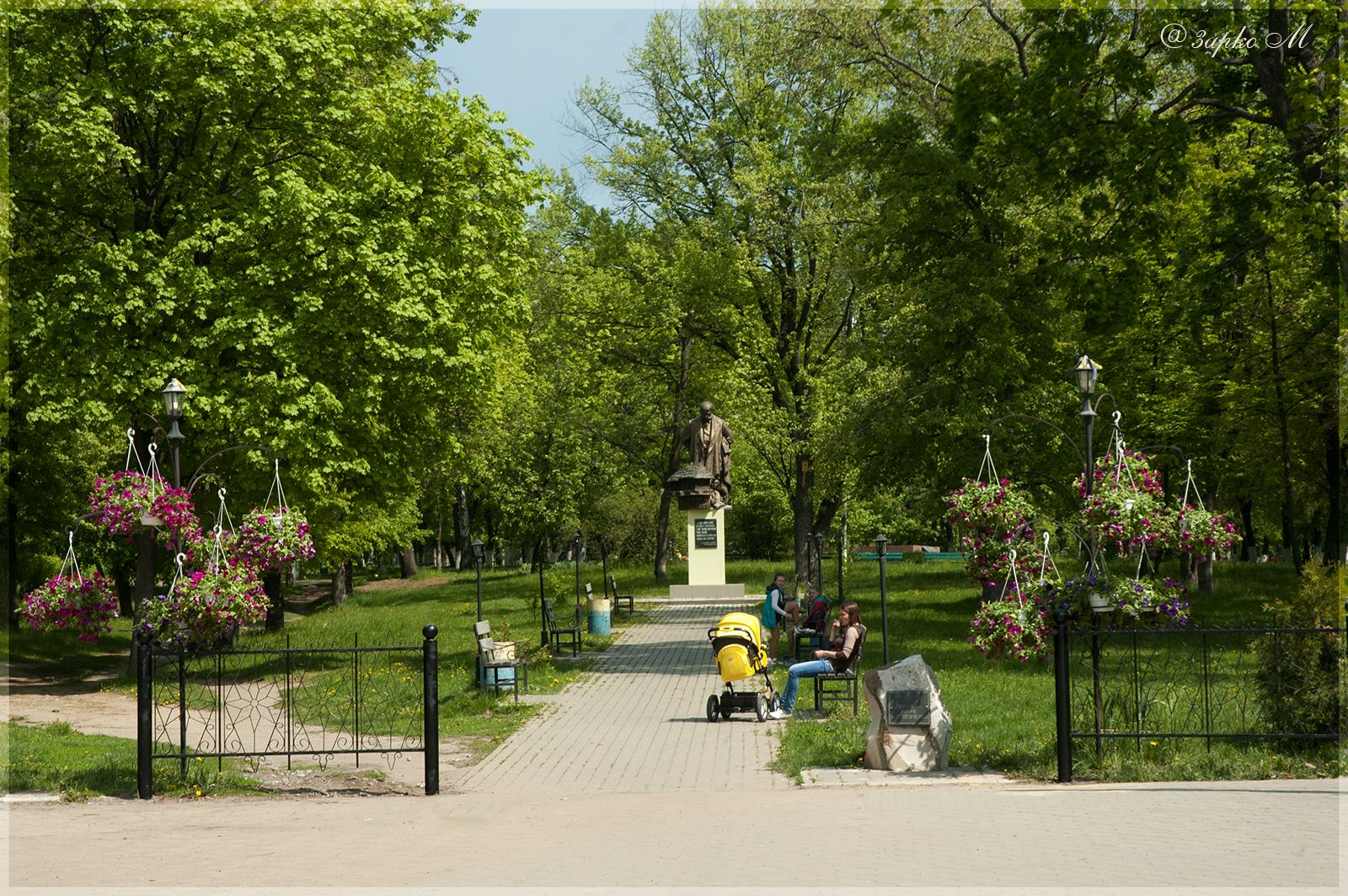
Парк имени Шевченко

- Белопольская психиатрическая больница.
- Больница.
- Стадион.
- Парк имени Шевченко.

## Религия

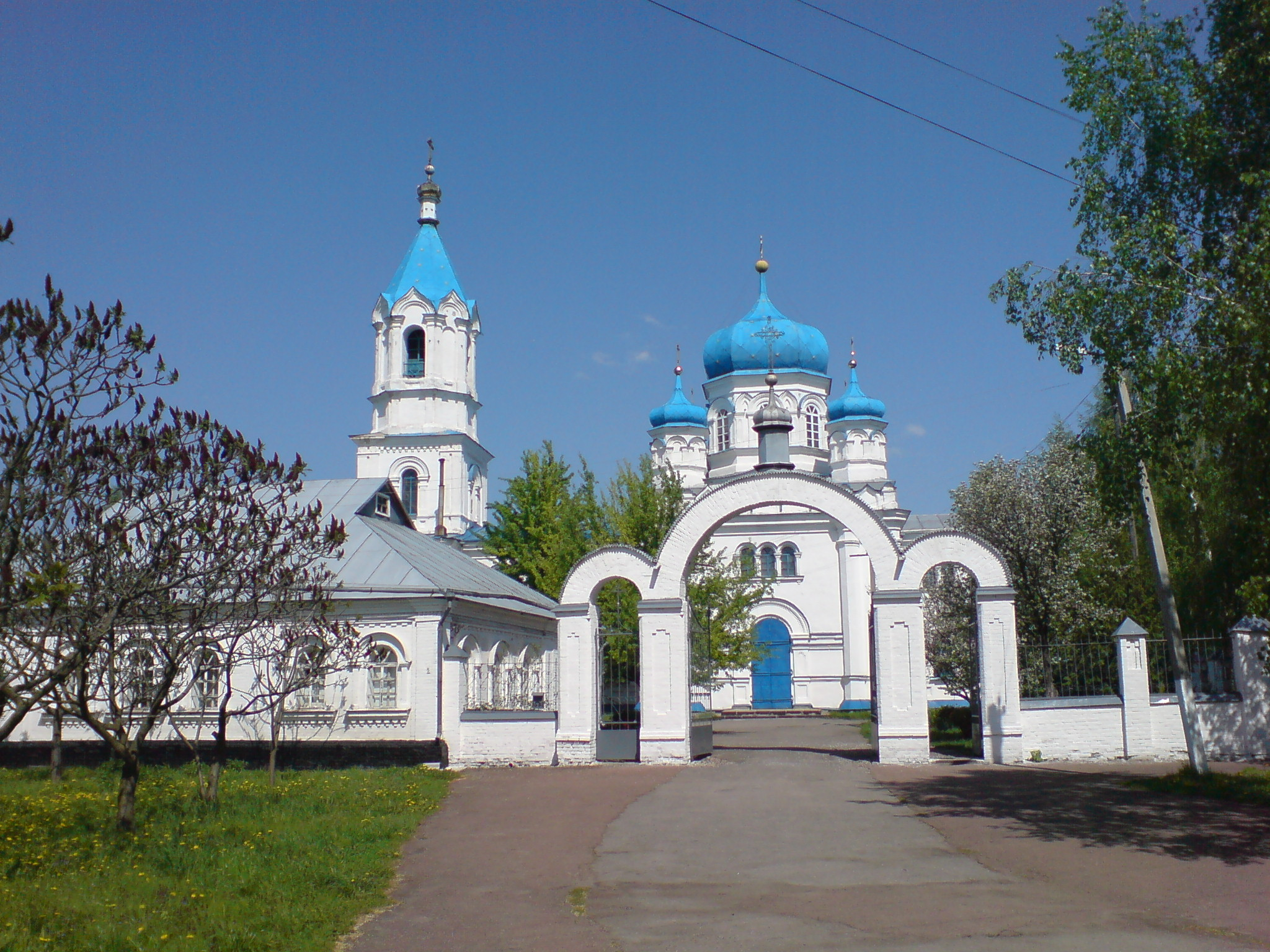
Церковь Петра и Павла

- Церковь Рождества Пресвятой Богородицы.
- Церковь Петра и Павла.
- Церковь Архангела Михаила.
- Церковь Успения Пресвятой Богородицы.

## Известные люди
- Вассиан (Чудновский) (1805—1883) — епископ Пермский и Верхотурский
- Антонович, Даниил Исидорович (1889—1975) — актёр театра и кино, народный артист СССР (1954), родился в городе Белополье.
- Михаил Никитич Ковенко (1888—?) — украинский военный и политический деятель.
- Макаренко Антон Семёнович (1888—1939) — советский педагог и писатель.
- Александр Олесь (Александр Иванович Кандыба) (1878—1944) — поэт-лирик, драматург и переводчик[21].
- Юрий Григорьевич Билоног (род. 9 марта 1974) — украинский толкатель ядра, олимпийский чемпион 2004 года.
- Андрей Степанович Панив (1899—1937) — украинский советский поэт, журналист, переводчик.